# Phellodon excentrimexicanus
Phellodon excentrimexicanus är en svampart som beskrevs av R.E. Baird 1985. Phellodon excentrimexicanus ingår i släktet lädertaggsvampar och familjen Bankeraceae.   Inga underarter finns listade i Catalogue of Life.